# Aurelia Dey
Aurelia Dey, egentligen Aurelia Diandra Ophelia Kisseih, född 22 mars 1988 i Fässbergs församling i Mölndal,, är en svensk artist och dansare i genrerna dancehall och afrobeats.
Deys musik är en blandning av dancehall och afrobeats, ofta med inslag av pop-refränger och neosoul.
Hon har en dansutbildning från Los Angeles och inspirerad av dancehall-artisten Lisa Hype skapade Aurelia alter egot Miss Relli. Hennes debutalbum "Gyllene Tider" släpptes 2015 och blev nominerat i kategorin Årets rytm på Manifestgalan. Senare samma år åkte hon på turné i Zimbabwe och Sydafrika med gruppen KWAAI.
EPn "Alpha Vol.1" släpptes 2017 och producerades av André Roots och Melisha Linell. Dey avslutade året med en Ghana-turné tillsammans med Alpha Crew. I juni 2018 släpptes singeln "Sweet love" på skivbolaget Gal:ant, som fokuserar på artister som är kvinnor och ickebinära, för att arbeta för en mer jämställd musikbransch.
I mars 2020 medverkade Dey i SR:s morgonandakter.